# Rozina (priimek)
Rozina je priimek več znanih Slovencev:
- Alojzij Rozina (1911—?), strojevodja, partizan, kočevski odposlanec
- Brigita Rozina (*1959), kegljavka
- Renata Rozina, manekenka
- Roman Rozina (*1960), novinar, publicist, pisatelj (za mladino in odrasle)